# كمي عمون
كميّ عمّون (بالفرنسية: Camille Ammoun) هو كاتب لبناني. وُلد في بيروت عام ١٩٧٥.

## سيرة
بعد دراسة الاقتصاد والعلوم السياسية في بيروت وباريس وبولونيا، عمل كميّ عمّون لمدة عشر سنوات في دبي في مجال الاستدامة الحضرية. وفي الوقت نفسه، كتب روايته الأولى "أوغاريت" (Ougarit منشورات Inculte ٢٠١٩)، التي تعدّ صورة لمدينة دبي.
عاد إلى لبنان في عام ٢٠١٨، بعد عشرين عامًا من الهجرة، وكرّس نفسه للإصلاح الديمقراطي للمؤسسات. بعد الثورة الشعبية اللبنانية في ١٧ تشرين الأول ٢٠١٩، كتب كتابه الثاني "تشرين لبنان" (Octobre Liban منشورات Inculte ٢٠٢٠). في هذا الكتاب، يستكشف عمّون بيروت مستخدمًا شارعًا معينًا لسرد فساد النظام السياسي اللبناني.
كميّ عمّون عضو في بيت الكتاب الدولي في بيروت. يُدرّس البيئة الحضرية في جامعة القديس يوسف في بيروت، ويُدير ورشة عمل حول الجغرافيا النفسية بعنوان أمشي/أكتب في الأكاديمية اللبنانية للفنون الجميلة. بين شباط ٢٠٢٢ وآذار ٢٠٢٣، كتب عمودًا شهريًا بعنوان "بيروت في العالم" في صحيفة "لوريان لو جور" اللبنانية الناطقة بالفرنسية.
في عام ٢٠٢٠، فاز بجائزة Écrire la Ville، ويقول إنه من خلال أعماله الأدبية يسعى لتحويل النص الحضري إلى نص أدبي. وفي عام ٢٠١٩، حصل على جائزة فرنسا-لبنان الأدبية من قبل رابطة الكتاب الناطقين بالفرنسية (ADELF).

## مؤلفات
- Subsidence (قصة قصيرة وصور)[7] منشورات Terre Urbaine ٢٠٢٣
- Ce qui nous arrive (كتاب جماعي) منشورات Inculte ٢٠٢٢
- Octobre Liban (رواية) منشورات Inculte ٢٠٢٠
- Ougarit (رواية) منشورات Inculte ٢٠١٩

## تأثير
يستعين عمّون بمفهوم الجغرافيا النفسية لدراسة القضايا الحضرية المعاصرة من خلال العمل الأدبي.

في روايته "أوغاريت" (Ougarit) يستكشف مدينة دبي، حيث يجمع بين حبكة سياسية وجنائية، وتأملات في التخطيط العمراني لمدن القرن الحادي والعشرين. أما كتابه الثاني، "تشرين لبنان" (Octobre Liban)، فهو سردية غير خيالية تمتدّ من ثورة ١٧ تشرين وصولًا إلى انفجار مرفأ بيروت في ٤ آب ٢٠٢٠. وهو عبارة عن جولة في الشارع المحاذي لمرفأ بيروت، ومناسبة لرسم صورة بدون مجاملة عن مدينة ذات تاريخ متشنّج.
إنّ الشخصية الرئيسية في هذا النص ليست الراوي، بل هي الشارع الذي يسير فيه. كان عليّ كتابة هذا النص رغم الإحساس الجماعي بالذهول، والاندهاش من البقاء على قيد الحياة، ورغم الحداد، والحزن، والغضب. كان عليّ أن أخُطّ هذا الكتاب لأنه، ذات لحظة من الرابع من أغسطس 2020، وفي الساعة 6:07 مساءً، في خضمّ ذلك الانفجار الرّهيب، قُدّر لهذا الشارع، لتلك الشخصية، أن تموت.
من بين التأثيرات البارزة في أعماله، يشير عمّون غالبًا إلى الكاتب البريطاني إيان سينكلير والأرجنتيني خورخي لويس بورخيس. يصف عمّون منهجه على أنه مزيج من المشي والكتابة والاستطراد، لتحويل الملاحظات الحضرية إلى سرد أدبي. ويشير إلى سينكلير وكتابه London Orbital (منشورات Penguin ٣٠٠٢)، حيث يمشي الكاتب على الطريق الدائري بلندن، مستكشفًا الذكريات والمحادثات والاستحضارات، منتقداً إفراطات الليبرالية التاتشرية. يستخدم نهج عمّون أيضًا إشارات إلى بورخيس ومفهومه "الألف"، وهو رؤية شاملة للمدينة تقدم منظورًا تاريخيًا وجغرافيًا لفهمها من زوايا متعددة.